# 貝克弗利斯河
51°00′26″N 6°10′33″E / 51.007324°N 6.175779°E

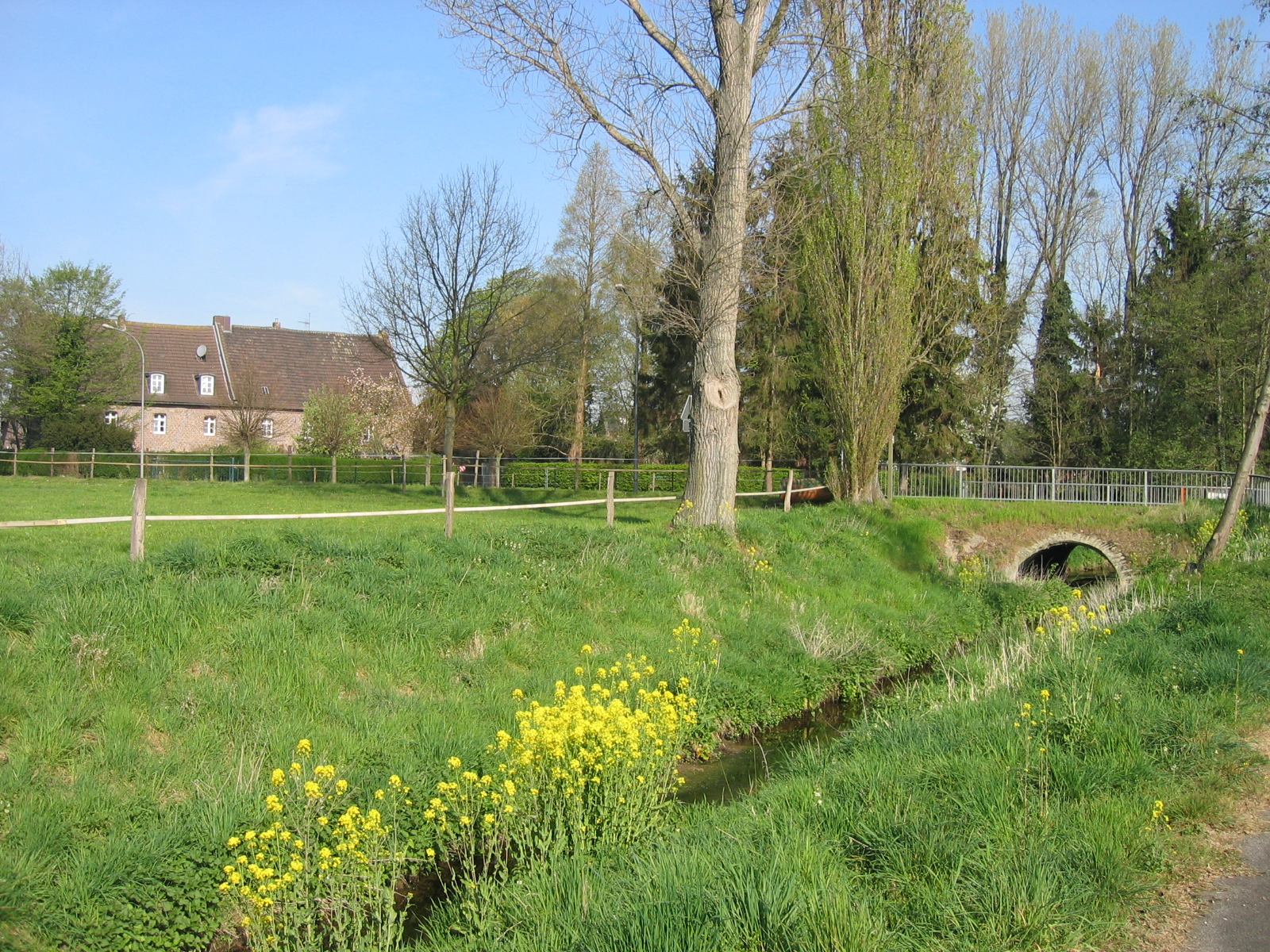

貝克弗利斯河（德語：Beeckfließ），是德國的河流，位於該國西部，處於北萊茵-威斯特法倫州，屬於武爾姆河的支流，河道全長13.3公里，流域面積57.6平方公里。